# Antonio Janni
Antonio Janni   (Santena, 19 de setembre de 1904 - Torí, 29 de juny de 1987) fou un futbolista italià, que jugava com a migcampista. Competí durant les dècades de 1920 i 1930 i, en retirar-se, exercí d'entrenador.
A nivell de clubs jugà al Torino Football Club, amb qui va guanyar la lliga italiana de 1927-1928 i la Copa de 1935-1936; i al Varese.
Amb la selecció nacional jugà 23 partits entre 1924 i 1929, en què marcà un gol. El 1928 va ser seleccionat per disputar els Jocs Olímpics d'Amsterdam, on l'equip italià guanyà la medalla de bronze en la competició de futbol. Guanyà la Copa Internacional d'Europa Central de 1927-1930.
Un cop retirat fou entrenador dels mateixos equips en què fou jugador.